# Ґозлукорпю
Ґозлукорпю (азерб. Qozlukörpü), до 1992 року Ґетаван (азерб. Getavan, Kotavan; вірм. Գետավան) — село у Кельбаджарському районі Азербайджану. Село розташоване на річці Тертер за 39 км на захід від Агдере. Село розташоване на перехресті трьох доріг: на Кельбаджар та Варденіс, на Дрмбон та Ханкенді, на Атерк та Агдере. Поруч розташовані села Зардахач, Чапар, Чаректар, Хнкаван, Ґозлу та Арутюнаґомер.